# Fantasy Records
Fantasy Records — американський лейбл звукозапису, заснований 1949 року.
Компанія Fantasy Records була заснована 1949 року в Сан-Франциско братами Максом та Солом Вайсом. Назва «Fantasy» була запозичена з однойменного журналу, присвяченого науковій фантастиці. Протягом перших років існування лейблу на ньому виходили записи джазових музикантів, серед яких піаніст Дейв Брубек,  саксофоніст Джеррі Малліган, а також Майлз Девіс, Телоніус Монк, Білл Еванс, Джон Колтрейн та багато інших. Окрім музичних композицій, на Fantasy Records виходили записи поетів (Лоуренс Ферлінгетті, Аллен Гінзберг) та стендап-коміків (Ленні Брюс).
1967 року лейбл викупила група інвесторів, на чолі з колишнім керівником компанії Солом Заенцом, після чого офіс переїхав до Окленда, штат Каліфорнія. Заентц зосередив зусилля на виданні рок-музики, і головним виконавцем Fantasy Records став гурт Creedence Clearwater Revival, який очолював гітарист Джон Фогерті. Протягом 1969—1970 років на лейблі вийшло декілька гучних хітів гурту («Proud Mary», «Fortunate Son», «Down on the Corner», «Born on the Bayou»), але їхню співпрацю перервав конфлікт Фогерті та Заентца, що подали один на одного в суд.
1970 року офіс Fantasy Records переїхав до Берклі, штат Каліфорнія. Компанія почала випускати альбоми соул- та диско-виконавців, таких як The Blackbyrds, Сильвестр Джеймс та Рут Браун. Окрім цього, частиною стратегії Fantasy Records стало перевидання альбомів, що до цього виходили на інших лейблах, таких як Stax або Specialty. Заентц також започаткував кінематографічний підрозділ Fantasy Films, на якому 1975 року вийшов оскароносний фільм «Пролітаючи над гніздом зозулі». Надалі Fantasy Records продовжували випускати перевидання старих альбомів, що виходили на інших лейблах, зокрема Blue Note, Keynote та Doctor Jazz, а також нові записи джазових та соул-виконавців, таких як Віллі Діксон, The Staple Singers або Вінс Гуаральді.